# Доходный дом И. В. Аладжалова
Доходный дом И. В. Аладжалова — ростовский памятник градостроительства и архитектуры. Здание расположено в Ленинском районе города на улице Социалистической. Построено в 1911 году. С 2014 года зданию присвоен статус объекта культурного наследия России регионального значения.

## Знаменитые обитатели
В доходном доме М. С. Аладжалова жил и работал ростовский краевед М. Б. Краснянский